# Nation (Album)
Nation ist das achte Studioalbum der brasilianischen Thrash-Metal-Band Sepultura. Es erschien am 20. März 2001 bei Roadrunner Records.

## Entstehung und Stil
Auch auf Nation, mit Produzent Steve Evetts in Brasilien eingespielt und zwischen Groove und Alternative Metal angesiedelt, setzten Sepultura wie bereits zuvor auf zahlreiche Gastmusiker. So wirkten Hatebreed-Sänger Jamey Jasta, Jello Biafra von den Dead Kennedys, Cristian Machado von Ill Niño und der Frontmann der Band Bile, Krztoff, sowie Apocalyptica, die beim instrumentalen Stück Valtio zu hören sind, mit. Das Booklet des Albums enthält Zitate vom Mahatma Gandhi, Mutter Teresa, Albert Einstein und des Dalai Lamas: „Peace on earth depends on the peace in the people’s hearts.“ Der Albumtitel bezieht sich auf die Utopie einer gemeinsamen Nation, die ohne Gewalt und Waffen auskommt.

## Rezeption
Auf der Webseite Metacritic.com erhielt Nation einen Durchschnittswert von 69 von 100, basierend auf sechs englischsprachigen Kritiken. Kerry L. Smith von Allmusic schrieb, das Album sei „die Reise wert“. Er vergab drei von fünf Sternen.

## Titelliste
1. Sepulnation – 4:20
2. Revolt – 0:56
3. Border Wars – 5:10
4. One Man Army – 5:27
5. Vox Populi – 3:41
6. Ways of Faith – 4:53
7. Uma Cura – 3:14
8. Who Must Die? – 2:58
9. Saga – 4:37
10. Tribe to a Nation – 2:48
11. Politricks – 4:14
12. Human Cause – 0:57
13. Reject – 2:59
14. Water – 2:44
15. Valtio – (Instrumental mit Apocalyptica) 3:20

Digipak-Bonustracks
1. Bela Lugosi’s Dead
2. Annihilation
3. Rise Above
4. Revolt (Demo)
5. Roots Bloody Roots (Live)